# Thomas Thynne, I visconte Weymouth
Thomas Thynne, I visconte di Weymouth (Shropshire, 1640 – 28 luglio 1714), è stato un politico inglese.

## Biografia
Nacque a Caus Castle, Shropshire, figlio di Sir Henry Frederick Thynne e di sua moglie Mary, figlia di Thomas Coventry, I Barone di Coventry Aylesborough. Studio alla Kingston Grammar School ed entrò Christ Church di Oxford il 21 aprile 1657. Fu investito come un Fellow della Royal Society il 23 novembre 1664.
Ricoprì la carica di inviato in Svezia tra il novembre 1666 e l'aprile 1669.
Fu membro del Parlamento per la Oxford University tra il 1674 e il 1679 e per Tamworth tra il 1679 e il 1681.
Egli è stato creato I visconte Weymouth, l'11 dicembre 1682, e in mancanza di eredi maschi dal suo matrimonio, avrebbero ereditato il titolo i suoi due fratelli, James e Henry Frederick e venne creato I barone di Thynne Warminster.
Ha ricoperto la carica di Primo Lord del Commercio tra il 30 maggio 1702 e aprile 1707. Venne investito come membro del Consiglio privato il 18 giugno 1702. Nel maggio 1707 è stato elevato al ruolo di Consigliere Privato.

## Morte
Morì nel 1714, senza eredi maschi sopravvissuti, e lasciò in eredità i suoi beni a suo pronipote, chiamato Thomas Thynne, antenato dei marchesi di Bath.
| Controllo di autorità | VIAF (EN) 86387382 · LCCN (EN) no2009062052 |